# Box junction
 (avril 2025).
Si vous disposez d'ouvrages ou d'articles de référence ou si vous connaissez des sites web de qualité traitant du thème abordé ici, merci de compléter l'article en donnant les références utiles à sa vérifiabilité et en les liant à la section « Notes et références ».

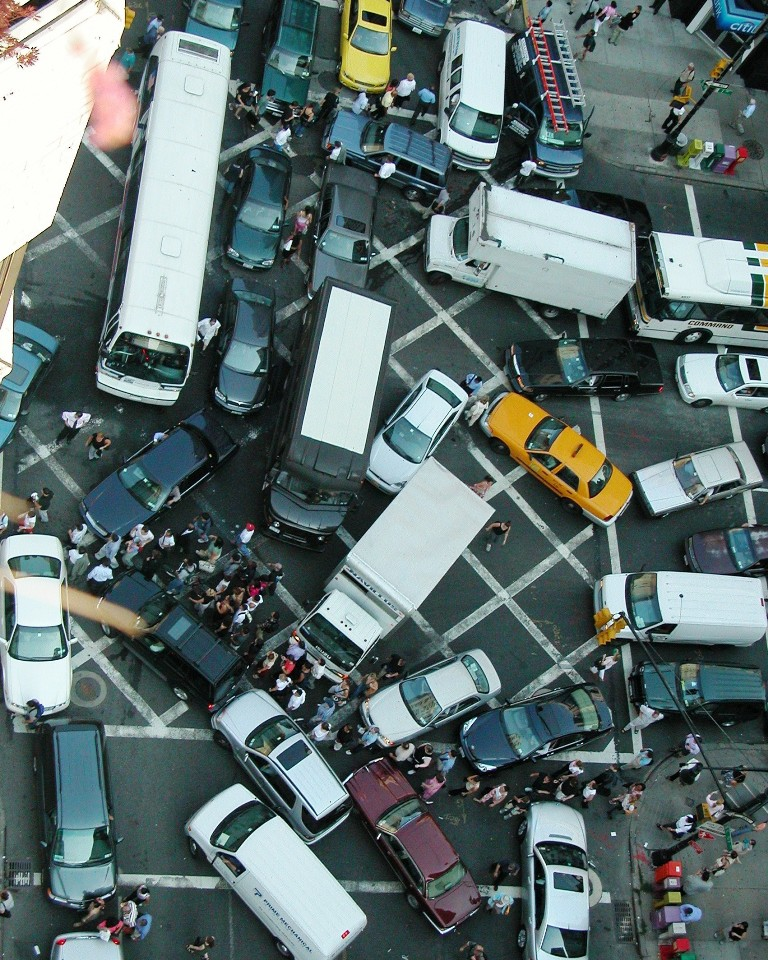
Box junction à New York remplie de véhicules

Une box junction (une zone hachurée ou une zone d'interdiction d'arrêt au Canada) est une zone à l'intérieur d'un carrefour où il est interdit de pénétrer si la voie n'est pas dégagée au-delà. Elle peut être mise en évidence à l'aide de marquages au sol.
On trouve des box junction au Royaume-Uni, en Irlande, au Canada et aux États-Unis.
Une box junction permet à un embouteillage dans une direction de ne pas bloquer le trafic dans l'autre direction. Cela permet d'éviter des situations de blocage complet (gridlock) qui pourraient survenir sur un ensemble de carrefours.
En France le fait d'encombrer un carrefour est une infraction, justifiant d'une amende de 135 euros en 2019, même en l'absence d'une signalisation particulière.